# Verneusses
Verneusses ist eine französische Gemeinde mit 180 Einwohnern (Stand: 1. Januar 2022) im Département Eure in der Region Normandie (vor 2016 Haute-Normandie). Sie gehört zum Kanton Breteuil.
Die Einwohner werden Grand-Campois genannt.

## Geographie
Verneusses liegt etwa 22 Kilometer südsüdöstlich von Bernay. Durch die Gemeinde führt die Autoroute A28.

### Nachbargemeinden
Umgeben ist Verneusses von den Nachbargemeinden La Goulafrière im Norden, Montreuil-l’Argillé im Nordosten, Saint-Denis-d’Augerons im Nordosten und Osten, Saint-Laurent-du-Tencement im Osten und Südosten, La Ferté-en-Ouche im Süden sowie Saint-Germain-d’Aunay im Westen und Nordwesten.

## Bevölkerungsentwicklung
| Jahr                       | 1962 | 1968 | 1975 | 1982 | 1990 | 1999 | 2006 | 2019 |
| Einwohner                  | 321  | 304  | 252  | 244  | 203  | 224  | 222  | 193  |
| Quellen: Cassini und INSEE |      |      |      |      |      |      |      |      |

## Sehenswürdigkeiten
- Dolmen de la Grosse Pierre (Verneusses), seit 1911 Monument historique

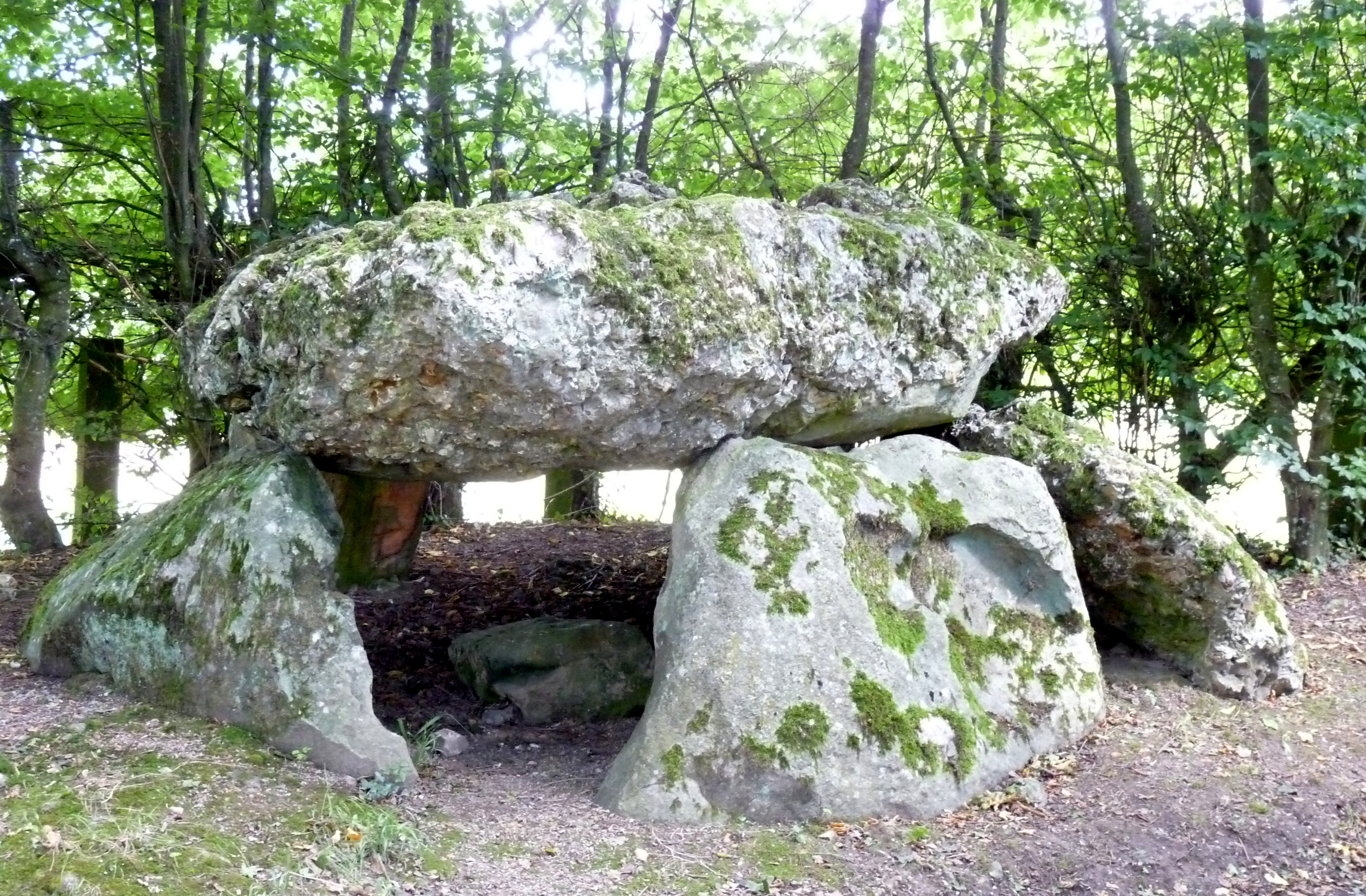
Dolmen La Grosse Pierre

- Kirche Notre-Dame